# Casa Senyorial de Dikli
La Casa Senyorial de Dikļi (en letó: Dikļu muižas pils) és una mansió a la regió històrica de Vidzeme, al Municipi de Kocēni del nord de Letònia. Va ser construïda pel Baró Paul von Wolf l'any 1896, i inclou un parc de 20 hectàrees que allotja una vintena d'arbres exòtics.